# 4152 Weber
4152 Weber è un asteroide della fascia principale del diametro medio di circa 18,2 km. Scoperto nel 1985, presenta un'orbita caratterizzata da un semiasse maggiore pari a 3,1807329 UA e da un'eccentricità di 0,0801873, inclinata di 17,49541° rispetto all'eclittica.